# Organizația Tratatului de Securitate Colectivă
Organizația Tratatului de Securitate Colectivă (în rusă : Организация Договора о коллективной безопасности, Organizatsiya Dogovora o kollektivnoy bezopasnosti, ODKB) este o alianță militară interguvernamentală care a fost semnată la 15 mai 1992. În 1992, șase state post-sovietice aparținând Comunității Statelor Independente - Rusia, Armenia, Kazahstan, Kârgâzstan, Tadjikistan și Uzbekistan - au semnat Colectivul Tratat de Securitate. Trei alte state post-sovietice—Azerbaidjan, Belarus și Georgia— au semnat următorul an iar tratatul a intrat în vigoare în 1994.
Cinci ani mai târziu, șașe din cele nouă state—toate în afară de Azerbaidjan, Georgia și Uzbekistan— au acceptat să reînoiească tratatul pentru încă cinci ani, iar în 2002 aceste șașe state au acceptat să creeze Organizația Tratatului de Securitate Colectivă ca o alianță militară. Uzbekistan a reintrat în CSTO în 2006 dar s-a retras în 2012.
Nikolai Bordyuzha a fost pus secretar general al noii organizații. La 26 iunie 2006, Uzbekistan a devenit un participant total al CSTO; iar apartenența sa a fost ratificată de parlamentul uzbek la 28 martie 2008. Apartenența sa a fost suspendată în 2012. CSTO este o organizație de observatori la Adunarea Generală a Națiunilor Unite.
Carta CSTO a reafirmat dorința tuturor statelor participante de a se abține de la utilizarea sau amenințarea cu forța. Semnatarii nu ar putea să se alăture altor alianțe militare sau altor grupuri de state,în timp ce agresiunea împotriva unui semnatar ar fi percepută ca o agresiune împotriva tuturor. În acest scop, CSTO ține anual exerciții militare pentru ca membrii CSTO să aibă oportunitatea de-a îmbunătății cooparearea cu organizația. Un exercițiu militar al CSTO denumit ”Rubezh 2008" a fost ținut în Armenia, unde un total combinat de 4000 de soldați din toate cele șapte state membre CSTO, au efectuat instrucțiuni operative, strategice și tactice, cu accent pe îmbunătățirea eficienței elementului de securitate colectivă al parteneriatului CSTO. Cel mai mare dintre aceste exerciții, s-a ținut în sudul Rusiei și în Asia Centrală în 2011, format din peste 10 000 de soldați și 70 de avioane de luptă. Pentru a desfășura baze militare ale unei țări terțe pe teritoriul statelor membre CSTO, este necesar ca o țară să obțină acordul oficial al tuturor membrilor săi.
CSTO utilizează un sistem de „președinție rotativă” în care țara care conduce CSTO alternează în fiecare an.

## Istoric
CSTO a luat naștere din cadrul Comunitatea Statelor Indepedente, și a început mai întâi ca CSI Tratatul Securității Colective (CST) care a fost semnat la data de 15 mai 1992, de către Armenia, Kazahstan, Kârgâzstan, Federația Rusă, Tajikistan și Uzbekistan, în orașul Tașkent. Azerbaidjanul a semnat tratatul la 24 septembrie 1993, Georgia la 9 decembrie 1993 și Belaursul la 31 decembrie 1993. Tratatul a intrat în vigoare la 20 aprilie 1994.
CST a fost stabilit să dureze pe o perioadă de cinci ani, cu excepția cazului în care ar fi prelungit. Pe 2 aprilie 1999, doar șase membrii ai CST au semnat protocolul care reînnoia tratatul pentru încă cinci ani  – Azerbaidjan, Georgia și Uzbekistan au refuzat și s-au retras ulterior din tratat. În același timp, Uzbekistan a intrat în grupul GUAM, fondat în 1997 de către Georgia, Ucraina, Azerbaidjan și Republica Moldova, și în mare parte văzut ca intenționând să contracareze influența rusă în regiune. Mai târziu, Uzbekistanul s-a retras din GUAM în 2005 și s-a alăturat CSTO în 2006 pentru a căuta legături mai strânse cu Rusia. La 28 Iunie 2012, Uzbekistanul i-a fost suspendată apartenența la CSTO. 

## State membre
Statele membre ale Organizației Tratatului de Securitate Colectivă :
| Țara       | Membru                     | Anul intrării |
| ---------- | -------------------------- | ------------- |
| Armenia    | Membru cu drepturi depline | 1994          |
| Belarus    | Membru cu drepturi depline | 1994          |
| Kazahstan  | Membru cu drepturi depline | 1994          |
| Kârgâzstan | Membru cu drepturi depline | 1994          |
| Rusia      | Membru cu drepturi depline | 1994          |
| Tajikistan | Membru cu drepturi depline | 1994          |

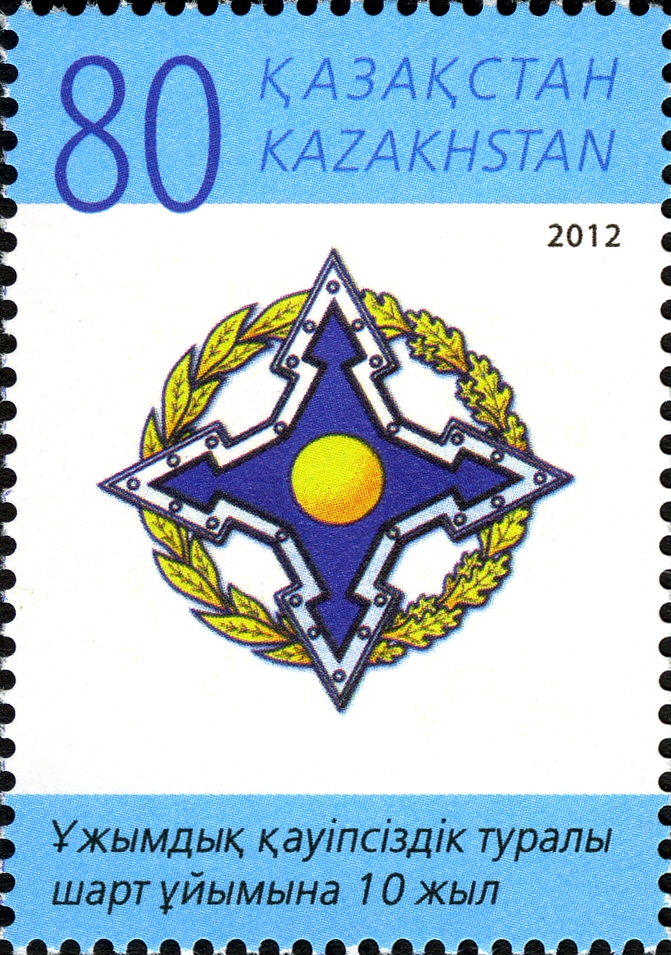
Ștampila Kazahstanului, 2012

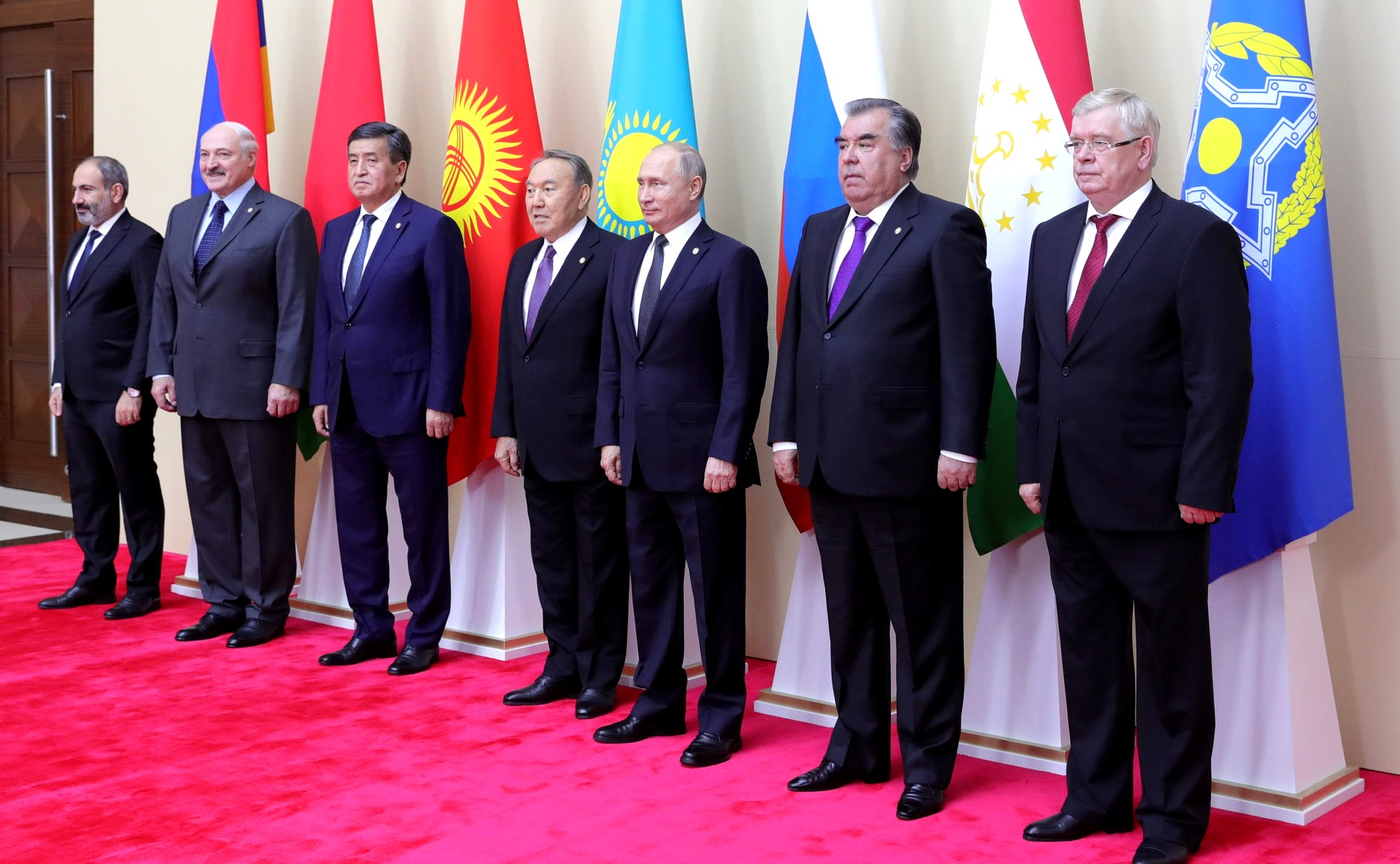
Reuniunea CSTO din Nur-Sultan, Kazahstan, 8 noiembrie 2018

Statele observatoare ale Organizației Tratatului de Securitate Colectivă :
| Țara                                                                               | Membru                   | Anul intrării |
| ---------------------------------------------------------------------------------- | ------------------------ | ------------- |
| Republica Islamică Afganistan (a încetat să mai existe începând cu 15 august 2021) | Stat observator nemembru | 2013          |
| Serbia                                                                             | Stat observator nemembru | 2013          |
| Uniunea Statală                                                                    | Stat observator nemembru | ???           |

Statele foste membre ale Organizației Tratatului de Securitate Colectivă :
| Țara        | Membru      | Anul intrării                        | Anul retragerii                      |
| ----------- | ----------- | ------------------------------------ | ------------------------------------ |
| Azerbaidjan | Fost membru | 1994                                 | 1999                                 |
| Georgia     | Fost membru | 1994                                 | 1999                                 |
| Uzbekistan  | Fost membru | 1994 (prima oară) 2006 (a doua oară) | 1999 (prima oară) 2012 (a doua oară) |

## Potențiali viitori membri
În mai 2007, Secretarul General al CSTO Nikolai Bordiuja a sugerat că Iran ar putea să se alăture CSTO spunând: CSTO este o organizație deschisă. Dacă Iranul se aplică în conformitate cu statutul nostru, vom lua în considerare cererea." Dacă Iranul s-ar alătura ar deveni primul stat din afara fostelor state ale Uniunii Sovietice care ar deveni membru al organizației.
Republica Serbia și Republica Islamică Afganistan au primit acordul de state observatoare în CSTO.

## Agenda politică

### Tehnologia Informației și Securitatea Cibernetică
Națiunile membre au adoptat o serie de măsuri pentru a contracara amenințările la securitatea cibernetică și infracțiuni în domeniul tehnologiei informației într-o reuniune a Consiliului de Miniștri de Externe din Minsk, Belarus. Ministrul de externe Abdrakhmanov a prezentat o propunere de instituire a unui sistem de protecție cibernetică.

## Forțele pentru Reacție Colectivă Rapidă
La 4 februarie 2009, un acord pentru înființarea Forțelor pentru Reacție Colectivă Rapidă (KSOR) (în rusă : Коллекти́вные си́лы операти́вного реаги́рования (КСОР)) care a fost încheiat de cinci dintre cei șapte membri, cu planurile finalizate la 14 iunie. Forța este destinată să fie utilizată pentru a respinge agresiunea militară, a desfășura operațiuni antiteroriste, a combate criminalitatea transnațională și traficul de droguri și a neutraliza efectele dezastrelor naturale. Belarusul și Uzbekistanul s-au abținut inițial de la semnarea acordului; Belarus, din cauza unei dispute comerciale cu Rusia, și Uzbekistan din cauza preocupărilor generale. Belarusul a semnat acordul la jumătatea lunii octombrie, în timp ce Uzbekistan nu a semnat încă. Cu toate acestea, o sursă din delegația rusă a declarat că Uzbekistanul nu va participa permanent la forța colectivă, ci că „va delega” detașamentele sale pentru a participa la operațiuni în mod ad hoc.
La 3 august 2009, ministerul de externe al Uzbekistanului a criticat planurile Rusiei de a înființa o bază militară în sudul Kârgâzstanului pentru forța de reacție rapidă a CSTO, afirmând, "Implementarea unor astfel de proiecte pe un teritoriu complex și imprevizibil, unde se converg direct granițele celor trei republici din Asia Centrală, poate da un impuls consolidării proceselor de militarizare și poate iniția tot felul de confruntări naționaliste. [...] De asemenea, ar putea duce la apariția unor forțe extremiste radicale care ar putea duce la o destabilizare gravă în această regiune vastă ".

## Personal militar
| Țara       | Miltari activi | Militari în rezervă | Paramilitari | Total     |
| ---------- | -------------- | ------------------- | ------------ | --------- |
| Armenia    | 44 800         | 21 000              | 4 300        | 259 100   |
| Rusia      | 900 000        | 2 000               | 554 000      | 3 454 000 |
| Belarus    | 45 350         | 289 500             | 110 000      | 444 850   |
| Kazahstan  | 39 000         | 0                   | 31 500       | 70 500    |
| Kârgâzstan | 10 900         | 0                   | 9 500        | 20 400    |
| Tajikistan | 8 800          | 0                   | 7 500        | 16 300    |